# Incantatio (skulptur)

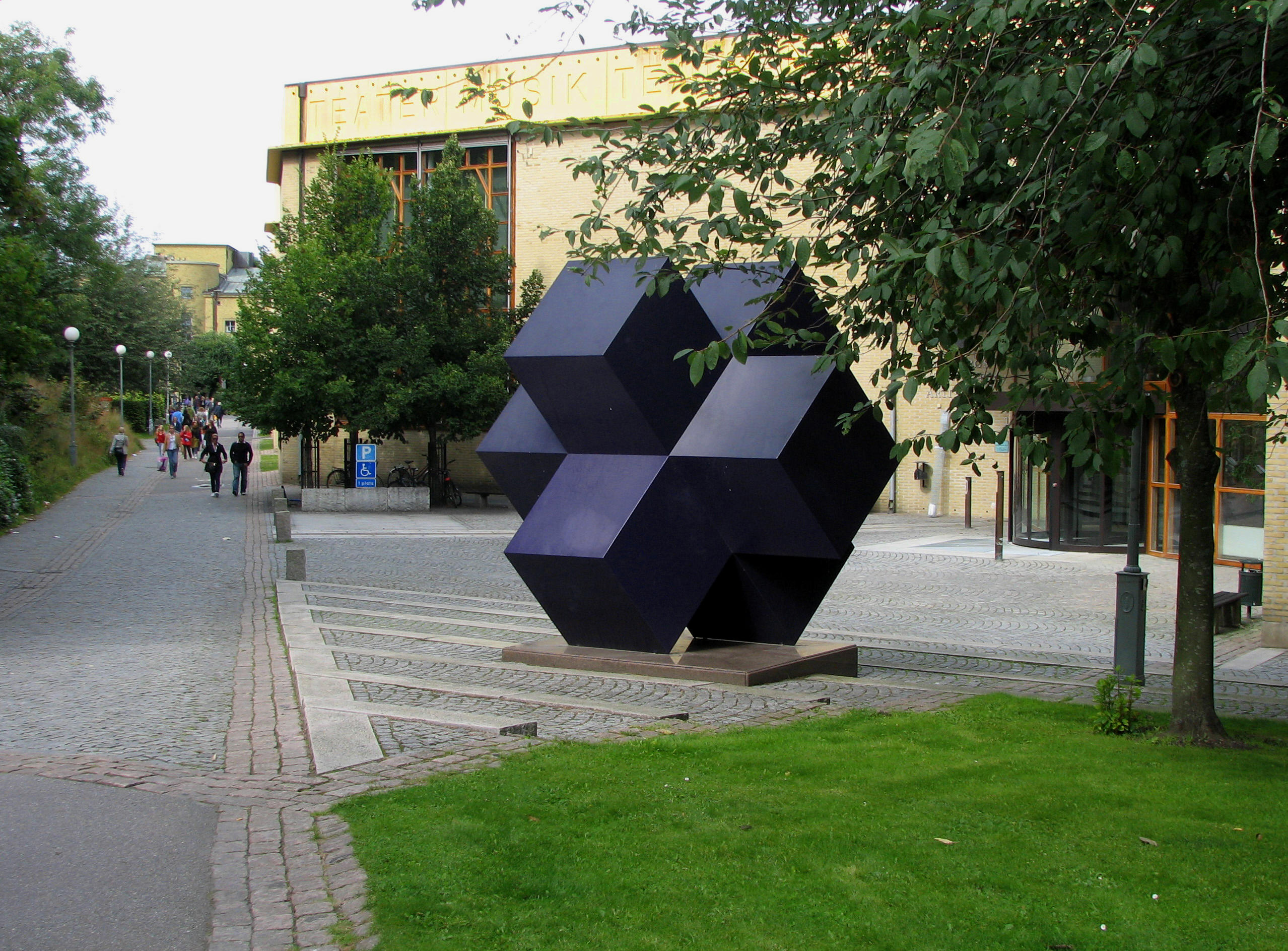
Incantatio framför Artisten.

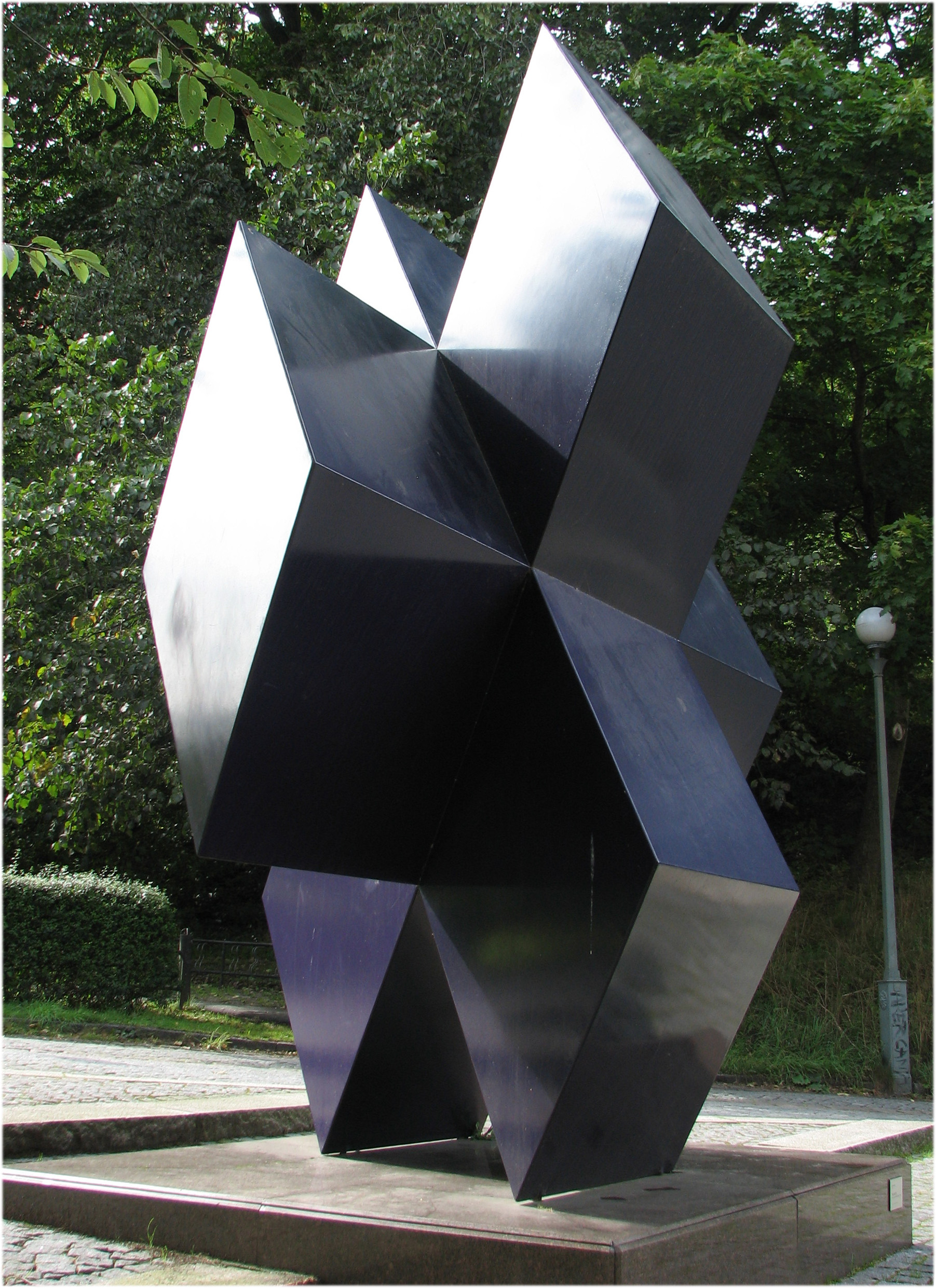
Incantatios skevhet.

Incantatio är en skulptur skapad 1992 av Roland Borén, placerad framför entrén till Artisten, en byggnad som används av Högskolan för scen och musik vid Göteborgs universitet. Den är tillverkad i svetsad, lackerad stålplåt.
Från många betraktningsriktningar förefaller den vara rätvinklig, men i själva verket lurar den perspektivtolkningen och är kraftigt skev. Det märks om man ser på förskjutningen mellan de två kanter som den vilar på.
Incantatio betyder ungefär besvärjelse, trolleri.